# 이규택
이규택(李揆澤, 1942년 4월 11일~)은 대한민국의 정치인이다. 제14·15·16·17대 국회의원을 지냈다.
1986년 민주화추진협의희 대외협력국장으로 정계에 입문했고, 6.10 민주화 항쟁으로 투옥되기도 했다. 이 후 김영삼의 3당 합당에 동참하지 않고 이기택, 이부영, 노무현 전 대통령 등과 노선을 함께 하면서 꼬마민주당(가칭)에서 재선 국회의원이 된다.
하지만 대한민국 제15대 국회 개원을 앞두고 민주당의 동료인 최욱철, 황규선 의원과 함께 신한국당에 입당해 꼬마민주당과 신한국당이 한나라당으로 합당하는데에 일조하였고, 그 이후 한나라당에서 16대, 17대 의원까지 당선된다.
2004~2006년까지 박근혜 당시 한나라당 대표와 함께 최고의원을 역임하였고, 2006년 7월 11일 한나라당 제8차 전당대회에서 6위로 최고위원 경선에 낙선하였다. 2008년, 당시 한나라당의 친이계열들의 공천학살의 대상이 되어 한선교, 엄호성 등과 함께 낙천한 이후 서청원과 친박연대를 창당해 이천시·여주군 선거구에서 총선에 출마하나 낙선하였다. 이후 한국교직원공제회 이사장과 대한애국당 전국대의원대회 의장을 지냈으며,  2019년 2윌까지 우리공화당 최고위원과 천만인무죄석방본부 공동대표로 재임하였다.

## 학력
- 도전국민학교 졸업
- 문막중학교 졸업
- ~1960년: 성동고등학교 졸업
- ~1968년: 서울대학교 사범대학 교육학 학사

## 경력
- 1969년: 동양방송 문화사업부 부장
- 1984년: KBS 사업부장
- 1984년: KBS 한국방송공사 퇴사, 프리 랜서 선언.
- 1985년: 충남대학교 겸임교수
- 1986년: 충남대학교 겸임교수 직위 퇴임
- 1986년: 민주화추진협의회 대외협력국 국장
- 1987년: 민주헌법쟁취 국민운동본부 상임집행위 위원
  - 민주화추진협의회 6.10 국민대회상임집행위 위원
  - 민주화추진협의회 6.10 국민대회상임집행위 간사
- 1988년~1990년: 통일민주당
- 1988년: 통일민주당 여주군지구당 위원장
- 1990년~1996년: 민주당
- 1990년: 민주당 여주군지구당 위원장
- 1992년~ 1996년: 제14대 민주당 국회의원
- 1992년: 민주당 원내부총무
  - 국회 농림수산위원회 간사
- 1993년: 민주당 직선제 경기도 지부장
  - 국회 UR대책특별위원회 위원
- 1995년: 민주당 대변인
  - 민주당 당무위원
- 1996년~2008년: 한나라당
- 1996년: 제15대 한나라당 국회의원
- 1996년: 국회 건설교통위원회 위원
- 1998년: 한나라당 원내수석 부총무
  - 국회 법제사법위원회 위원
- 1999년: 국회 예산결산특별위원회 위원
- 2000년 5월~2004년 5월: 제16대 한나라당 국회의원
- 2002년: 한나라당 원내총무
- 2003년: 국회 정치개혁특별위원회 위원
  - 국회 예산결산특별위원회 위원
  - 한나라당 경기도당 위원장
- 2004년 5월: 제17대 한나라당 국회의원
- 2004년 5월~2008년 3월: 한나라당 최고위원
- 2004년 5월: 국회 산업자원위원회 위원
- 2008년 3월: 제17대 미래희망연대 국회의원
- 2008년~2012년: 미래희망연대
- 2008년 3월~2010년 3월: 미래희망연대 공동대표
- 2009년 2월 : 상명대학교 석좌교수
- 2013년 7월~2013년 9월: 서울종합예술직업학교 석좌교수
- 2013년 9월~2016년 2월: 제19대 한국교직원공제회 이사장
- 2017년: 대한애국당 전국대의원대회 의장
- 2017년: 대한애국당 최고위원
- 우리공화당 최고위원
- 우리공화당 경기도당위원장
- 우리공화당 여주·양평 조직위원장
- 대한민국헌정회 부회장
- 2022년 2월~2022년 3월: 국민의힘 제20대 대통령선거 선거대책본부 윤석열 대통령 후보 직속 위원회 미래를 여는 희망위원회 고문
- 국민의힘 경기도당 원로고문
- 대한민국헌정회 정책연구위원회 분과위원회 교육위원장
- 대한민국헌정회 교육위원장
- 2025년 5월 ~2025년 6월: 제21대 대통령 선거 국민의힘 김문수 대통령 후보 경기 선거대책위원회 상임고문
- 2025년 5월~2025년 6월: 제21대 대통령 선거 국민의힘 김문수 대통령 후보 자문 및 보좌 기관 상임고문역

## 미래희망연대 탈당과 미래연합 합류
미래희망연대 창당 이후로 한나라당과의 무조건적이며 굴욕적인 합당에 반대해온 이규택은 미래희망연대 당권파의 한나라당 합당선언 이후 미래희망연대를 탈당하고 미래연합에 합류한다.
그의 미래연합으로의 합류는 국민중심연합과의 합당이 기득권을 지키려는 희망연대 당권파의 거절로 무산된 이후 비당권파를 책임지기 위해 했던 용단으로 평가받는다.
2010년 4월 6일 미래연합에 합류하여 대표를 지냈다.
그 후 2012년 2월 9일 미래연합을 탈당하고 새누리당에 입당신청과 공천신청을 하였으며, 이천시-여주군 선거구에서 여주군이 양평군/가평군선거구로 이관되자 여주군/양평군/가평군 선거구에 공천을 신청하는 것으로 변경했다. 그러나 정병국에 밀려 공천을 받지 못했다.

## 역대 선거 결과
|  | 42.16% |

|  | 55.30% |

|  | 42.90% |

|  | 41.68% |

|  | 41.85% |

|  | 30.57% |

## 소속 정당
| 소속 정당 | 소속 정당    | 소속 기간 | 비고           |
| --------- | ------------ | --------- | -------------- |
|           | 신한민주당   | 1985~1987 | 창당 정계 입문 |
|           | 무소속       | 1987      | 탈당           |
|           | 통일민주당   | 1987~1990 | 창당           |
|           | 무소속       | 1990      | 탈당           |
|           | 민주당       | 1990~1991 | 창당           |
|           | 민주당       | 1991~1995 | 합당           |
|           | 통합민주당   | 1995~1996 | 합당           |
|           | 무소속       | 1996      | 탈당           |
|           | 신한국당     | 1996~1997 | 입당           |
|           | 한나라당     | 1997~2008 | 합당           |
|           | 무소속       | 2008      | 탈당           |
|           | 미래한국당   | 2008      | 입당           |
|           | 친박연대     | 2008~2010 | 당명 변경      |
|           | 미래희망연대 | 2010      | 당명 변경      |
|           | 무소속       | 2010      | 탈당           |
|           | 미래연합     | 2010~2012 | 창당           |
|           | 무소속       | 2012      | 탈당           |
|           | 새누리당     | 2012~2017 | 복당           |
|           | 자유한국당   | 2017      | 당명 변경      |
|           | 무소속       | 2017      | 탈당           |
|           | 대한애국당   | 2017~2019 | 입당           |
|           | 우리공화당   | 2019~2020 | 당명 변경      |
|           | 무소속       | 2020      | 탈당           |
|           | 친박신당     | 2020~2022 | 창당           |
|           | 무소속       | 2022      | 탈당           |
|           | 국민의힘     | 2022~현재 | 복당           |

## 같이 보기
- 여주군 (1988년 선거구)
- 여주군의 국회의원
- 이천시·여주군
- 이천시의 국회의원